# Gastronomía de la provincia de Albacete

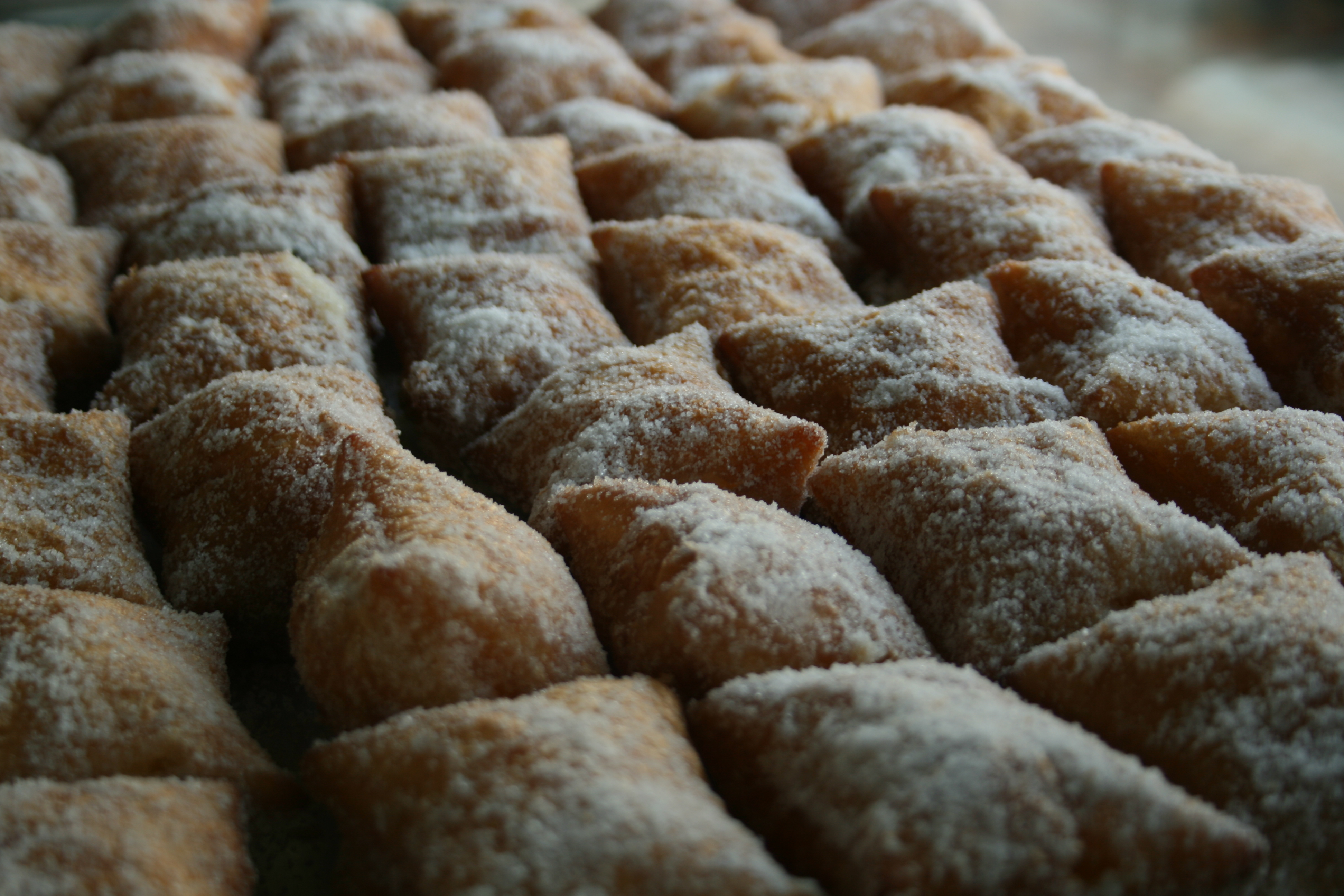
Miguelitos de La Roda.

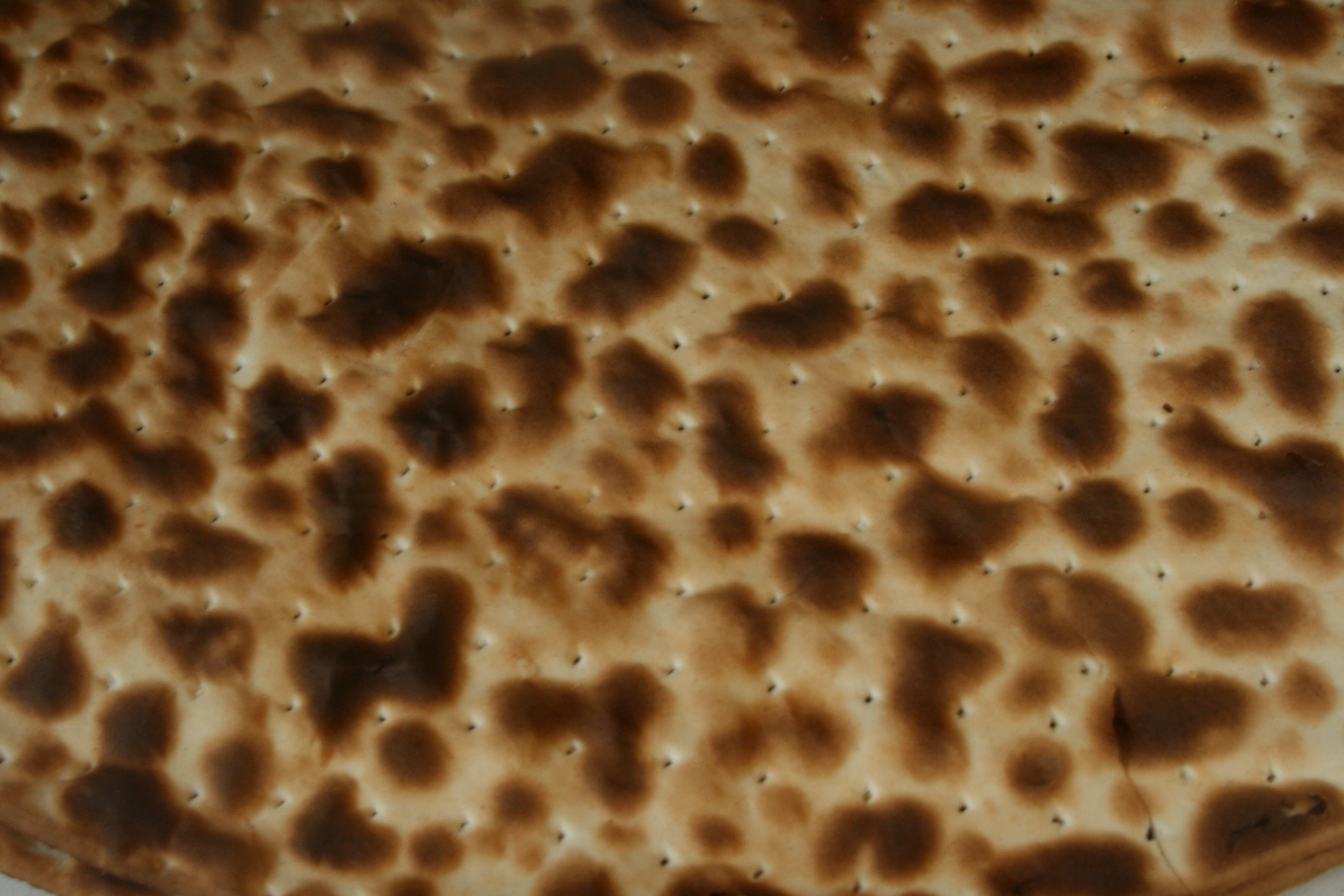
Primer plano de una torta cenceña, empleada en los gazpachos manchegos.

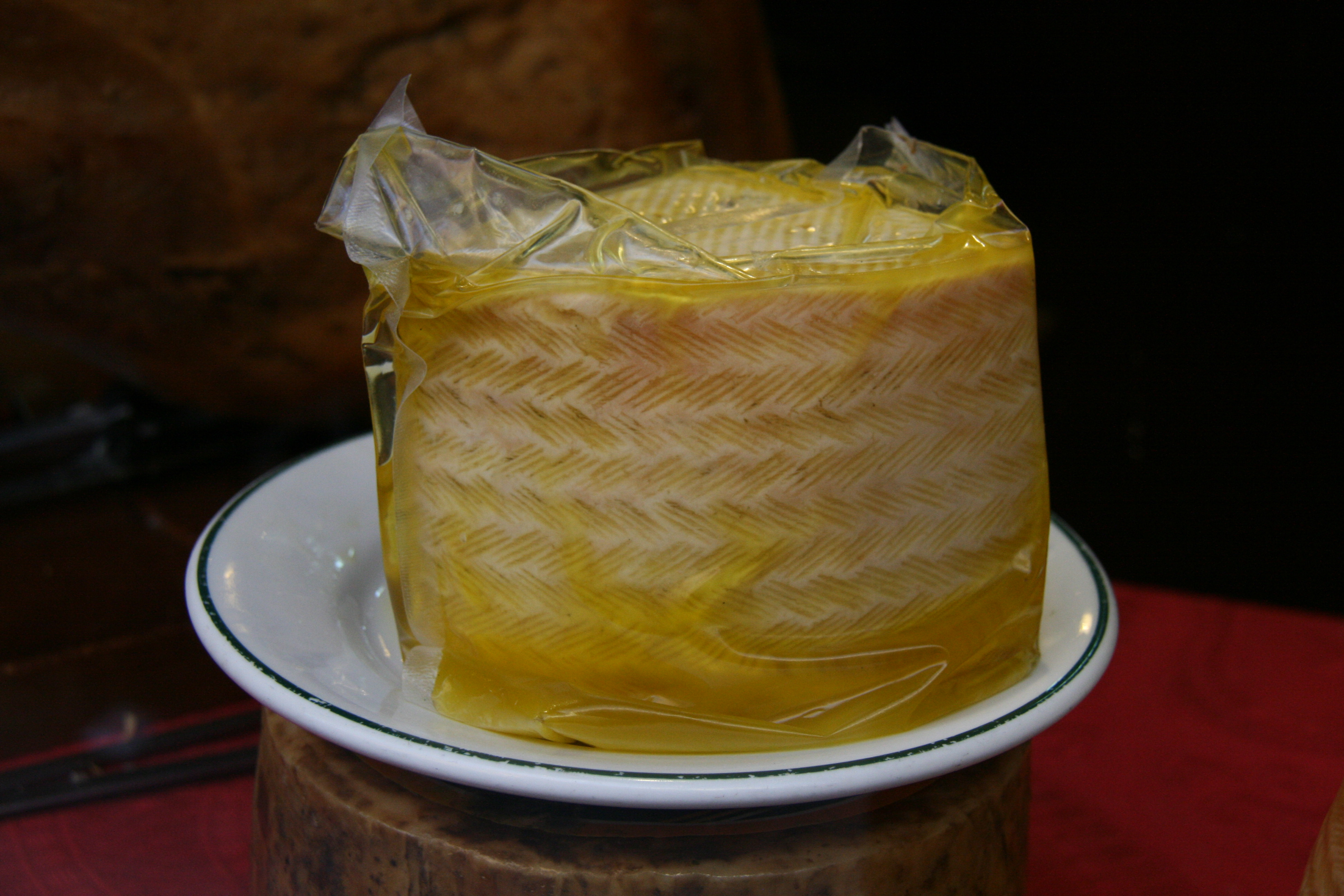
Queso manchego en aceite.

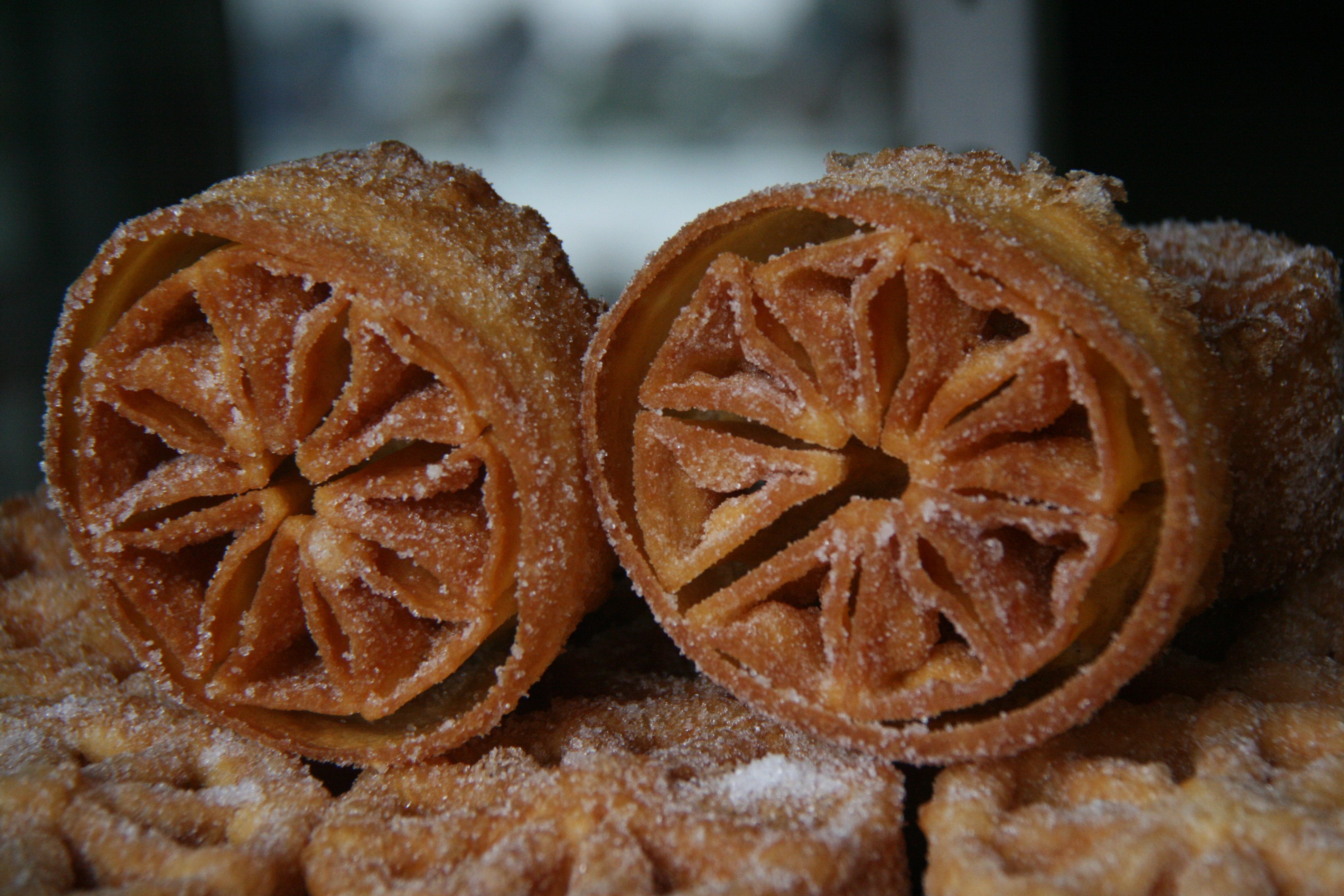
Flores fritas.

La gastronomía de la provincia de Albacete es el conjunto de platos y costumbres culinarias existentes en la provincia de Albacete (Castilla-La Mancha, España). Cabe destacar de esta región que casi sus tres cuartas partes eran viñedos a mediados del siglo XX. La ganadería lanar es abundante, de ahí los numerosos embutidos. Se trata de una cocina pastoril que refleja la ganadería existente en la provincia. 

## Historia
Existen multitud de cuevas en la provincia con ilustraciones de caza, como puede verse en Alpera en la que se encuentran diversas situaciones cinegéticas de carácter prehistórico. La cocina de Albacete, por sus raíces pastoriles, entronca directamente con la de los habitantes celtíberos. El puente entre la cocina castellana y del levante español se puede hacer notar en que la provincia de Albacete estuvo hasta 1982 ligada a la Región de Murcia. En el terreno de los vinos, se crea en 1964 la Denominación de Origen Almansa y en 1966 la Denominación de Origen Jumilla, dando lugar a las dos denominaciones de vinos de la provincia.

## Ingredientes
Los ingredientes de la provincia son una mezcla de los alimentos y preparaciones de la cocina manchega y la típica del levante español. La ganadería produce quesos como el manchego, en aceite, fritos o más recientemente al aroma de tomillo y al romero. El queso frito (queso fresco frito con un poco de harina, servido a veces con mermelada de tomate o fresa). Cabe destacar el cultivo del azafrán.

### Carne
Es evidente que la abundante ganadería lanar produce numerosa carne de cordero y con ello platos diversos fundamentados en ella, de los que cabe destacar la caldereta de cordero. En el terreno de la caza menor destacan los conejos y las liebres, encontrándose el pastel de liebre, que a veces se conserva y prepara en escabeche. Destacan también los gazpachos manchegos y el ajo mataero, elaborado el día de la matanza del cerdo y que es una especie de revoltillo de pan desmigao, ajos, especias, hígado de cerdo y piñones. Otros productos de matanza son los chorizos, las morcillas o las costillas y el lomo de orza adobados (como la perdiz escabechada).

### Pescados
Predominan los platos de bacalao en salazón, como atascaburras (elaborado a base de huevo, aceite de oliva y bacalao) y el ajo claro (hecho con bacalao, dos o tres cucharadas de aceite, almendra machacada y ajos hervidos, a los que se añade pan tostado en trocitos y cominos machacados).

### Verduras y cereales
Los cereales suelen emplearse en diversas preparaciones culinarias como el guisado de trigo (uno de los más típicos es el procedente de Hellín), el pisto albaceteño, las migas ruleras y las gachas de pastor (con tocino fresco y harina de guijas, llamadas también como de panizo), la gachamiga o los refrescantes mojetes en los meses veraniegos, sin olvidar los asadillos elaborados con tomate y pimiento.

## Repostería
Son muy conocidos los miguelitos de la localidad de La Roda (una especie de hojaldre rellena de crema), los librillos de Montealegre (de obleas y miel), flores fritas (frutas de sartén) y otros postres de rango general como la leche frita. 

## Bebidas
Uno de los cócteles típicos españoles es la cuerva, bebida a base de vino tradicional de Albacete y el resto del sureste español. En la provincia se elaboran orujos de distintos sabores.

### Vinos
La Denominación de Origen Almansa se crea en 1964.
La Denominación de Origen Jumilla se crea en 1966, su Reglamento actual fue aprobado por Orden de 10 de noviembre de 1995 y modificado por Orden de 18 de abril de 2001.